# 梅菲斯特 (漫畫)
梅菲斯特是一個出現在漫威漫畫中的虛構超级反派角色。這個角色第一次出現是在《銀色衝浪手》第3期中，由斯坦·李和約翰·巴斯馬所創造。
在漫畫的白銀時代時初次登場的他，已經在驚奇漫畫系列出現超過四十年了。這個角色也出現在包含了動畫電視影集、劇情長片、玩具、集換卡片和電玩等與驚奇漫畫相關的商品上。

## 出版歷史
梅菲斯特初次登場於《銀色衝浪手》第三期中（1968年12月），並被塑造成一個對宇宙英雄來說不斷再生的敵人。他也在《銀色衝浪手》第8-9期（1969年9月-10月）和第16-17期（1970年5月-6月）出現過。

作家麥克．康諾伊說明：
|  | 梅菲斯特是個能提供靈魂受到無盡折磨的銀色衝浪手這個世界，甚至在衝浪手面前懸盪地拿著他在禁區的遙遠情人的引誘者。和李筆下的英雄總有的情況一樣，衝浪手的善良與高尚人格獲得勝利，但梅菲斯特只是被妨礙，並沒被打倒，而且模式被設置了。 |

梅菲斯特也成為雷神索爾的敵人，出現在《索爾》第180-181期（1970年9-10月）、《驚人傳說》第8期（1971年10月），而在《索爾》第204-205期（1972年10-11月）又再次出現。
其他值得注意的登場包括了在《Marvel Spotlight》第5期冒充撒旦、在《驚奇四超人》第155-157期（1975年2-4月）和《索爾》第310期（1981年8月）第325期（1982年11月）折磨作為標題的英雄隊伍。梅菲斯特也在主演冠上其名的有限連載《梅菲斯特對抗》（Mephisto vs.）第1-4期（1987年4-7月）和其他驚奇漫畫英雄隊伍交戰之前，在兩個有限連載——《幻視和緋紅女巫》第二卷1-12期（1985年10月-1986年9月）以及《第二次秘密戰爭》第51-52期（1985年7月 - 1986年3月）——客串出場
梅菲斯特在《西海岸復仇者》第51-52期（1989年11-12月）持續折磨著緋紅女巫，又在《鋌而走險》第270期（1989年9月）創造新的敵人，並又出現在圖像小說（graphic novel）《勝利與苦惱：奇異博士與末日博士》（Triumph and Torment: Dr. Strange and Dr. Doom，1989年）以及主演《神奇蜘蛛人》（Amazing Spider-Man）第544期、《友善街坊蜘蛛人》（Friendly Neighborhood Spider-Man）第24期、《轟動社會的蜘蛛人》（The Sensational Spider-Man）和《神奇蜘蛛人》第545期（2007年10月-2008年1月）裡的《再多一天》（One More Day）之情節。
2009年，梅菲斯特被IGN排名為第48名的全時代最優秀的漫畫敵角。

## 人物經歷
梅菲斯特是一名在漫威宇宙中經常出現的超級反派，並做出許多邪惡的事情，包括捕捉並扣留末日博士的母親辛西亞·馮·杜姆的靈魂，直到奇異博士和末日博士釋放了她的靈魂。此外，他還曾冒充撒旦並將惡魔札拉索斯與強尼·布雷茲結合而創造出惡靈戰警。
因為一個驅魔師拙劣的召喚，梅菲斯特也捕捉了驚奇先生，並偷走了他的智慧、同時捕捉了隱形女俠和富蘭克林·理查茲的靈魂。他還創造了黑心魔，這個令地球上許多英雄受到災禍的惡魔般存在，另外還操縱巫師地獄大師來收集他靈魂的碎片。
當緋紅女巫試圖使用魔法以懷有她丈夫幻視的孩子時，她不知情地召喚出兩個嬰兒，後來才發現這對雙胞胎為梅菲斯特的靈魂碎片，更令知道真相後的緋紅女巫發瘋。梅菲斯特也試圖在鷹眼進入地獄拯救亡妻仿聲鳥的靈魂時毀滅他。
梅菲斯特也曾答應蜘蛛人治癒梅嬸，但交換的條件則是彼得·帕克與瑪麗·珍·華生的人生，這令他們從未結婚；梅菲斯特這様做是因為他厭惡他們的幸福（他也宣稱他沒興趣拿走蜘蛛人的靈魂是因為這樣的交易結果使得他折磨了一個樂於接受因他們的犧牲拯救他人之懲罰的靈魂）。

## 力量與能力
梅菲斯特是一個非常強大且不朽的惡魔，梅菲斯特能將力量應用在各種用途上，包括獲得超人般的力量、變換外型與大小、投射出幻象、操控記憶、改變歷史及對傷害的高度防禦。
這個角色由充斥在人界中的邪惡源頭供應能量；就像其他的惡魔，梅菲斯特與擁有獨自的維度，而且當梅菲斯特處於自身的維度時，他的實力會變得更強。此外，他還能憑著其意願來改變維度的結構。如果梅菲斯特的肉身被毀時，他會在他的維度中再生。
梅菲斯特因捕獲靈魂而聞名，但沒有受害者的允許他便不能使其他生命的意志屈服，這通常是以契約的形式進行。

## 其他媒體

### 電視
- 梅菲斯特在《蜘蛛人與他的神奇朋友》的一集客串出演。由於控心大師（英语：Mastermind (Jason Wyngarde)）的緣故，他以幻影的形式出現。
- 梅菲斯特出現在《銀色衝浪手（英语：Silver Surfer (TV series)）》第二季中，為了迎合兒童，他邪惡的本質被諧化了[18]。他在第21集（Down To Earth, Part 3）的結尾客串出現[19]。
- 漫威電影宇宙：由薩夏·拜倫·柯恩飾演。
  - 《鋼鐵心》（2025年）

### 電影
- 幽靈車神電影系列：由彼得·方達飾演[20]。
  - 《幽靈車神》（2007年）：片中梅菲斯特與黑心（英语：Blackheart）多半以人類的外型出現，其惡魔的外貌只有出現一下而已。

### 遊戲
- 梅菲斯特出現在使用FC遊戲機的〈銀色衝浪手（英语：Silver Surfer (video game)）〉電玩中。
- 在電玩「驚奇超級英雄 vs. 快打旋風（英语：Marvel Super Heroes vs. Street Fighter）」裡，梅菲斯特是一個因黑心（英语：Blackheart）的色彩調換（英语：palette swap）而出現的隱藏角色。
- 在梅菲斯特驚奇四超人 (2005年電玩)（英语：Fantastic Four (2005 video game)）中，梅菲斯特的聲音出現在額外任務（bonus mission）之中。
- 梅菲斯特在電玩「Marvel 終極聯盟（英语：Marvel: Ultimate Alliance）」中出現，由弗瑞德·塔塔薛瑞（英语：Fred Tatasciore）配音。
- 梅菲斯特在「惡靈戰警（英语：Ghost Rider (video game)）」電玩中由柯克·桑頓（英语：Kirk Thornton）配音. 在遊戲中梅菲斯特帶著主角到了地獄並要他對抗計畫復活黑心的邪惡勢力。
- 《漫威：未來之戰》：梅菲斯特是玩家可使用角色之一。
- 《漫威：未來革命》

## 外部連結
- Mephisto （页面存档备份，存于） at Marvel.com
- Mephisto （页面存档备份，存于） at Marvel Directory